# Monte Barrett
Monte Barrett (ur. 26 maja 1971 w Greenville) – amerykański bokser wagi ciężkiej.

## Kariera amatorska
Bilans walk amatorskich Barretta to 37 zwycięstw i 3 porażki.

## Kariera zawodowa
W 1996 rozpoczął karierę zawodową. Pierwszą porażkę zanotował w swojej 22 walce, z Lance Whitakerem. W 2000 stoczył pojedynek z Wołodymyrem Kłyczką – przegrał przez techniczny nokaut w siódmej rundzie, wcześniej był też pięć razy liczony.
Barrett wygrał kilka następnych walk, między innymi z byłym mistrzem świata organizacji WBA, Timem Witherspoonem. W grudniu 2003 przegrał decyzją większości na punkty z Joe Mesim. Walka była bardzo wyrównana, a obaj pięściarze leżeli w niej na deskach (Barrett w piątej, a Mesi w siódmej rundzie).
Dwie kolejne walki były dla Amerykanina bardzo udane. Najpierw w marcu 2004 pokonał na punkty Dominicka Guinna, a jedenaście miesięcy później, w pojedynku eliminacyjnym przed walką o tytuł mistrza świata organizacji WBC, wygrał przez techniczny nokaut w dziewiątej rundzie z niepokonanym do tej pory Owenem Beckiem.
13 sierpnia 2005 zmierzył się w walce o pas mistrzowski z Hasimem Rahmanem, przegrywając na punkty po przeciętnym widowisku. Mimo tej porażki, już w następnej walce ponownie dostał szansę zdobycia tytułu mistrza świata, tym razem organizacji WBA. Przeciwnikiem był olbrzymi Nikołaj Wałujew. Była to pierwsza walka Rosjanina w Stanach Zjednoczonych. Barrett przegrał w jedenastej rundzie, będąc wcześniej trzy razy liczony.
W lipcu 2007 przegrał przez techniczny nokaut w drugiej rundzie z Cliffem Couserem. Pięć miesięcy później, w pojedynku rewanżowym, Barrett pokonał Cousera przez techniczny nokaut w drugiej rundzie, a w lutym 2008, także w drugiej rundzie, znokautował Damona Reeda.
28 czerwca 2008 już w 57 sekundzie pierwszej rundy znokautował mierzącego ponad 2 metry wzrostu Amerykanina Tye Fieldsa. 15 listopada 2008 roku w Londynie zmierzył się z debiutującym w wadze ciężkiej Davidem Haye. Monte przegrał przez TKO w piątej rundzie. kolejna walka i kolejna porażka gdyż 10 października 2009 po blisko rocznej przerwie przeciwnikiem Monte był niepokonany na zawodowych ringach Kubański pięściarz Odlanier Solis. Barrett przegrał już w drugiej rundzie przez TKO. Dwa miesiące później 12 grudnia 2009 roku przeciwnikiem Barretta był Alexander Ustinov. Barrett przegrał ponownie ale tym razem jednogłośnie na punkty. Do sporej sensacji doszło w kolejnym pojedynku gdzie rywalem Monte Barretta był David Tua, walka odbyła się 17 lipca 2010 w New Jersey i zakończyła się sensacyjnym remisem a dodatkowo Tua w ostatniej rundzie był liczony pierwszy raz w karierze. Pomimo zapowiedzi o zakończeniu kariery po walce z David Tua, Monte stoczył kolejny pojedynek z Charlsem Davisem pojedynek zakończył się również remisem. 13 sierpnia doszło do pojedynku rewanżowego z Davidem Tua, którego pokonał jednogłośnie na punkty pomimo tego że w ostatniej rundzie był liczony.